# Christiane Taubira
Christiane Taubira (Caiena, 2 de febrer de 1952) és una política de la Guaiana Francesa. Filla d'una família modesta, és llicenciada en economia i agroalimentació a París i des del 1978 és professora de ciències econòmiques. Va cofundar Caricoop (Confédération caraïbe de la coopération agricole), de la qual fou directora general de 1982 a 1985. Des de 1990 és membre de l'OCCE (Oficina de Cooperació i de Comerç Exterior de la Guaiana).

## Carrera política
El 1993 va fundar el grup Walwari, amb el qual fou escollida diputada no inscrita per Guaiana a les eleccions legislatives franceses de 1993 i 1997 (aquesta vegada dins les llistes del PS). El 1994, fou observadora parlamentària en les primeres eleccions democràtiques sud-africanes. Fou escollida diputada el 2002 pel Partit Radical d'Esquerres, que la va impulsar com a candidata a les eleccions presidencials franceses de 2002, però només va obtenir el 2,32% a la primera volta.
En el congrés de Tolosa de Llenguadoc de 2002 fou escollida primera vicepresidenta del Partit Radical d'Esquerres, però sense deixar Walwari. També la presentaren com a candidata a les eleccions europees de 2004, però no fou escollida. A les eleccions presidencials franceses de 2007 renuncià a presentar-se i preferí donar suport la candidatura de Ségolène Royal. Fou reescollida diputada a les eleccions legislatives franceses de 2007.
El 16 de maig de 2012 fou escollida com a ministra de Justícia, dins del nou govern de Jean Marc Ayrault.
El 27 de gener de 2016, va dimitir del càrrec a causa de la seva oposició al projecte del govern Hollande de modificar la constitució francesa per incloure-hi la privació de nacionalitat a les persones convictes de terrorisme. És substituïda pel diputat i president de la Comissió de Lleis Jean Jacques Urvoas.

## Presa de posició
Christiane Taubira va donar el seu nom a la llei francesa aprovada el 10 de maig de 2001, que reconeix com a crims contra la humanitat, el comerç transatlàntic d'esclaus i l'esclavatge que va donar lloc. Alguns historiadors en són crítics pel fet que limita l'esclavatge a la tracta europea dels negres. Christiane Taubira no va esmentar la col·laboració dels grups ètnics d'Àfrica amb els esclavistes. També va dir que no s'hauria d'evocar el tràfic d'esclaus negres pels àrabs musulmans perquè "els joves àrabs" no portin a les seves espatlles tot el pes de l'herència de les malifetes dels àrabs. En un estudi detallat, l'historiador Max Lagarrigue confirma que la llei sobre el tràfic i l'esclavitud o llei Taubira probablement ha accelerat tant el fenomen de la concurrència de memòries i ha radicalitzat el discurs de certes associacions com la COFFAD d'Assani Fassassi que va llançar una campanya molt violenta contra l'especialista francès de tracta de negres, Olivier Pétré-Grenouilleau. Una organització, afegeix, que és "prop de les autoritats líbies, que compara constantment l'esclavatge amb l'holocaust, alhora que exigeix una indemnització per als "africans".
Sovint és considerada pels polítics com un electró lliure a causa de les seves posicions personals que entren poc en la lògica del partit. A diferència del PS, es va oposar el 2004 a votar la llei francesa sobre símbols religiosos a les escoles públiques, El 2005, assumeix una postura de «no» al referèndum francès sobre el tractat que estableix una constitució per a Europa, a diferència del PRG, del qual encara era vicepresidenta.
A l'abril de 2008, va ser nomenada pel president Nicolas Sarkozy cap d'una missió sobre acords d'associació econòmica entre la UE i els països ACP. El seu informe emès dos mesos més tard fa fortes crítiques d'aquests dispositius i fa recomanacions considerades agosarades i que foren mal rebudes per l'Elisi. El cap d'estat no n'ha fet cap comentari.

## Obres
- L'esclavage raconté à ma fille, 2001.
- Codes noirs de l'esclavage aux abolitions, 2006.
- Rendez-vous avec la République, 2007.
- Egalité pour les exclus : le politique face à l'histoire et à la mémoire coloniales, 2009 (Temps Présent Editions).